# Inundacions d'Austràlia del 2010–2011
Una sèrie d’inundacions van afectar Austràlia, començant el desembre del 2010, principalment a l'estat de Queensland i a la seva capital, Brisbane. Les inundacions van forçar l'evacuació de milers de persones de ciutats i pobles. Com a mínim 70 pobles i 200.000 persones resultaren afectades. El dany econòmic va ser estimat inicialment en 1 bilió de dòlars australians.
Tres quartes parts de l'estat de Queensland fou declarat zona catastròfica, la qual cosa equival a una àrea més gran que els estats americans de Texas i Califòrnia junts. Les inundacions van causar la mort d'almenys 30 persones.